# Regering-Van den Brande I
De regering-Van den Brande I (21 januari 1992 - 30 januari 1992) was de Vlaamse Regering die ontstond na de verkiezingen van 24 november 1991 (toen nog Vlaamse Executieve genoemd).
Aanvankelijk stapten enkel CVP en SP in de nieuwe Vlaamse regering. Aangezien de Vlaamse regering toen proportioneel werd samengesteld volgens de sterkte van de partijen in de Vlaamse Raad, kon de regering nog verruimen als andere partijen ook ministers voordroegen. PVV, VB en VU weigerden eerst in de regering te stappen, maar op 30 januari 1992 werd de coalitie uitgebreid met de VU toen Johan Sauwens minister werd. Doordat de partijsamenstelling van de regering wijzigde, sprak men van de regering-Van den Brande II.

## Samenstelling
De regering-Van den Brande I bestond uit 7 ministers (6 ministers + 1 minister-president). CVP had 4 ministers (inclusief de minister-president), SP 3.
| Minister                                              | Minister | Minister                         | Bevoegdheid                                                          | Termijn                           | Partij |
| ----------------------------------------------------- | -------- | -------------------------------- | -------------------------------------------------------------------- | --------------------------------- | ------ |
|                                                       |          | Luc Van den Brande (1945)        | Voorzitter                                                           | 21 januari 1992 - 30 januari 1992 | CVP    |
| Economie, KMO's, Energie en Buitenlandse Betrekkingen |          | Luc Van den Brande (1945)        |                                                                      | 21 januari 1992 - 30 januari 1992 | CVP    |
|                                                       |          | Norbert De Batselier (1947)      | Vicevoorzitter                                                       | 21 januari 1992 - 30 januari 1992 | SP     |
| Leefmilieu, Huisvesting en Wetenschapsbeleid          |          | Norbert De Batselier (1947)      |                                                                      | 21 januari 1992 - 30 januari 1992 | SP     |
|                                                       |          | Theo Kelchtermans (1943)         | Openbare Werken, Ruimtelijke Ordening en Transport                   | 21 januari 1992 - 30 januari 1992 | CVP    |
|                                                       |          | Luc Van den Bossche (1947)       | Onderwijs en Ambtenarenzaken                                         | 21 januari 1992 - 30 januari 1992 | SP     |
|                                                       |          | Hugo Weckx (1935)                | Cultuur en Brusselse Aangelegenheden                                 | 21 januari 1992 - 30 januari 1992 | CVP    |
|                                                       |          | Wivina Demeester-De Meyer (1943) | Financiën, Begroting, Binnenlandse Aangelegenheden, Welzijn en Gezin | 21 januari 1992 - 30 januari 1992 | CVP    |
|                                                       |          | Leona Detiège (1942)             | Tewerkstelling en Sociale Aangelegenheden                            | 21 januari 1992 - 30 januari 1992 | SP     |

Geens I · 
Geens II · 
Geens III · 
Geens IV · 
Van den Brande I · 
Van den Brande II · 
Van den Brande III · 
Van den Brande IV · 
Dewael · 
Somers · 
Leterme · 
Peeters I · 
Peeters II · 
Bourgeois · 
Homans · 
Jambon ·
Diependaele